# 천지삭도

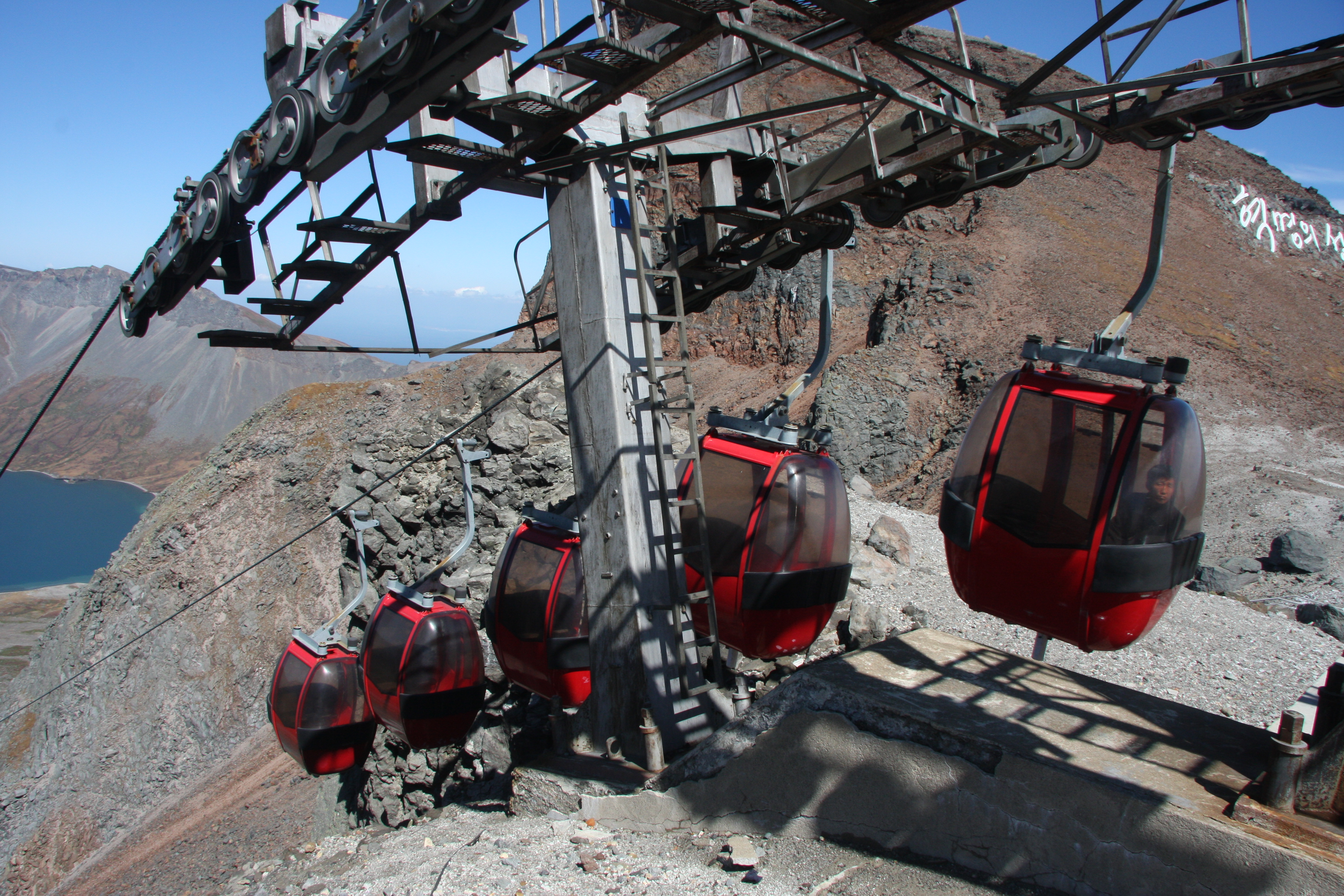
향도봉에서 찍은 천지삭도 (2008년)

천지삭도(天地索道)는 조선민주주의인민공화국 쪽 백두산에 설치된 케이블카이다.

## 역사
1989년 6월 30일에 백두산 향도봉의 아래쪽과 위쪽을 오가는 산악 트램인 향도봉호가 개통되었다. 향도봉호는 한 번에 최대 70명을 태울 수 있는 차량으로, 향도봉 아래쪽의 백두역부터 위쪽의 향도역까지 약 1.2 km 구간을 7분 만에 운행한다. 겨울철에는 운행하지 않는다. 향도봉호 대신 자동차를 이용해서 바로 올라갈 수도 있다. 향도봉에서 10분 정도 완만하게 걸어 올라가면 백두산 정상인 장군봉(해발 2750 m)에 도착한다.
그런데 향도봉호를 탔더라도 향도봉에서 천지까지는 줄사다리를 타고 내려가야 하는 불편함이 있어, 향도봉 정상에서 천지까지 이어지는 1.3 km 길이의 케이블카(문화어: 공중려객삭도)가 1993년 6월에 착공되어 1995년 9월 24일에 개통되었다. 4인승 5대로 이루어진 이 케이블카는 421.5 m의 높이를 약 1.3 km에 걸쳐 초속 4 m로 6.5분 만에 오르내린다. 케이블카는 오스트리아에서 제작하였다.
이후 2007년 9월, 향도봉호가 철도성, 혁명사적지도국, 백두산혁명전적지 삭도관리소 등의 지원으로 김종태전기기관차공장에서 제작한 차량으로 새로이 교체되었다. 또한 2019년, 조선산업미술창작사에서는 향도봉호의 새 도안을 창작하였다.
2018년 9월 20일 2018년 제3차 남북정상회담의 마지막 일정으로 남북 정상이 백두산을 방문하였을 때, 문재인 대통령과 김정은 최고지도자는 삼지연공항에서 자동차로 1시간을 달려 바로 장군봉에 올랐다. 이후 걸어 내려와서 향도봉에서 천지삭도를 타고 천지(해발 2257 m)로 내려갔다.

## 사진

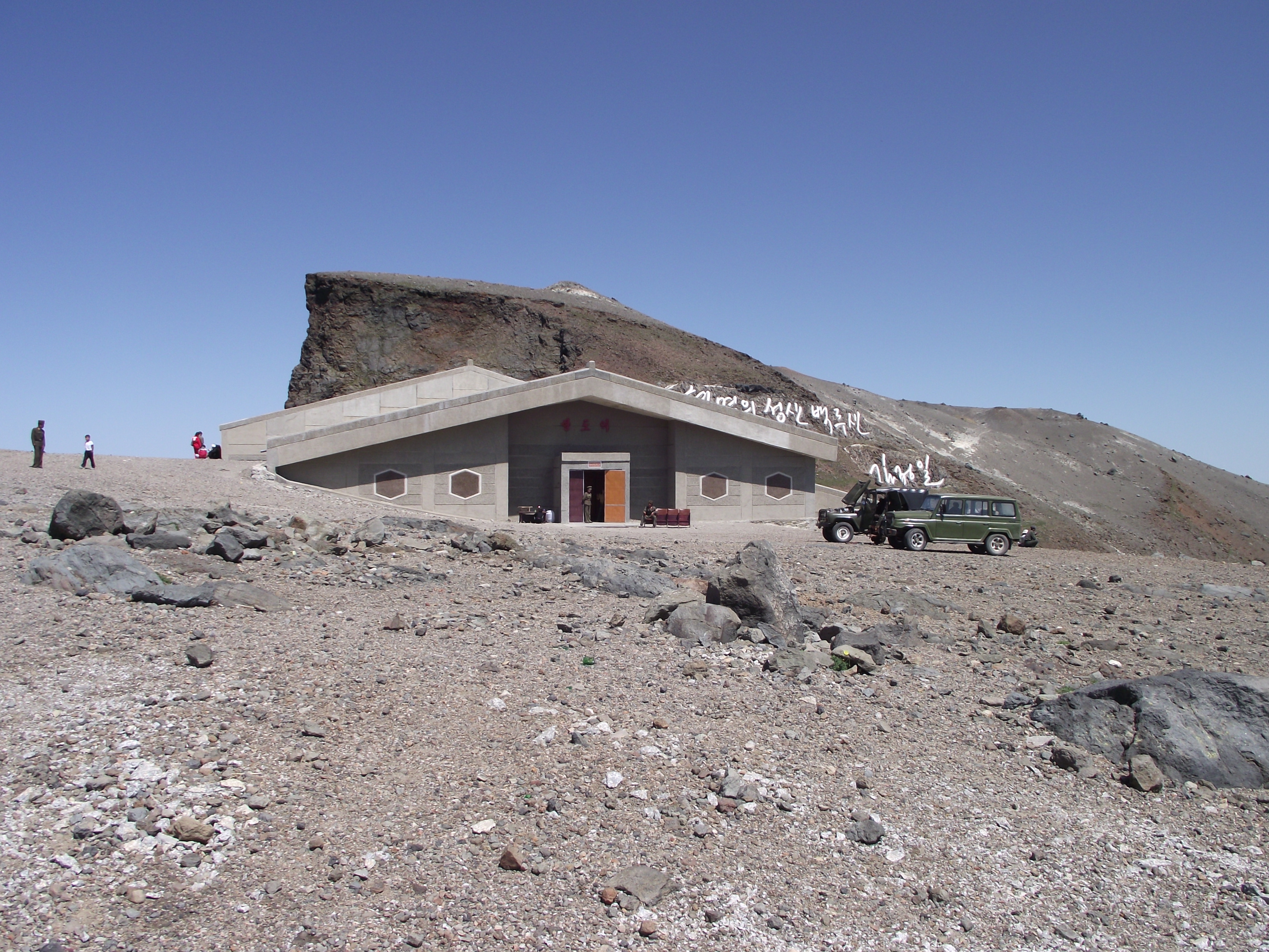
향도봉호 향도역 (2011년)
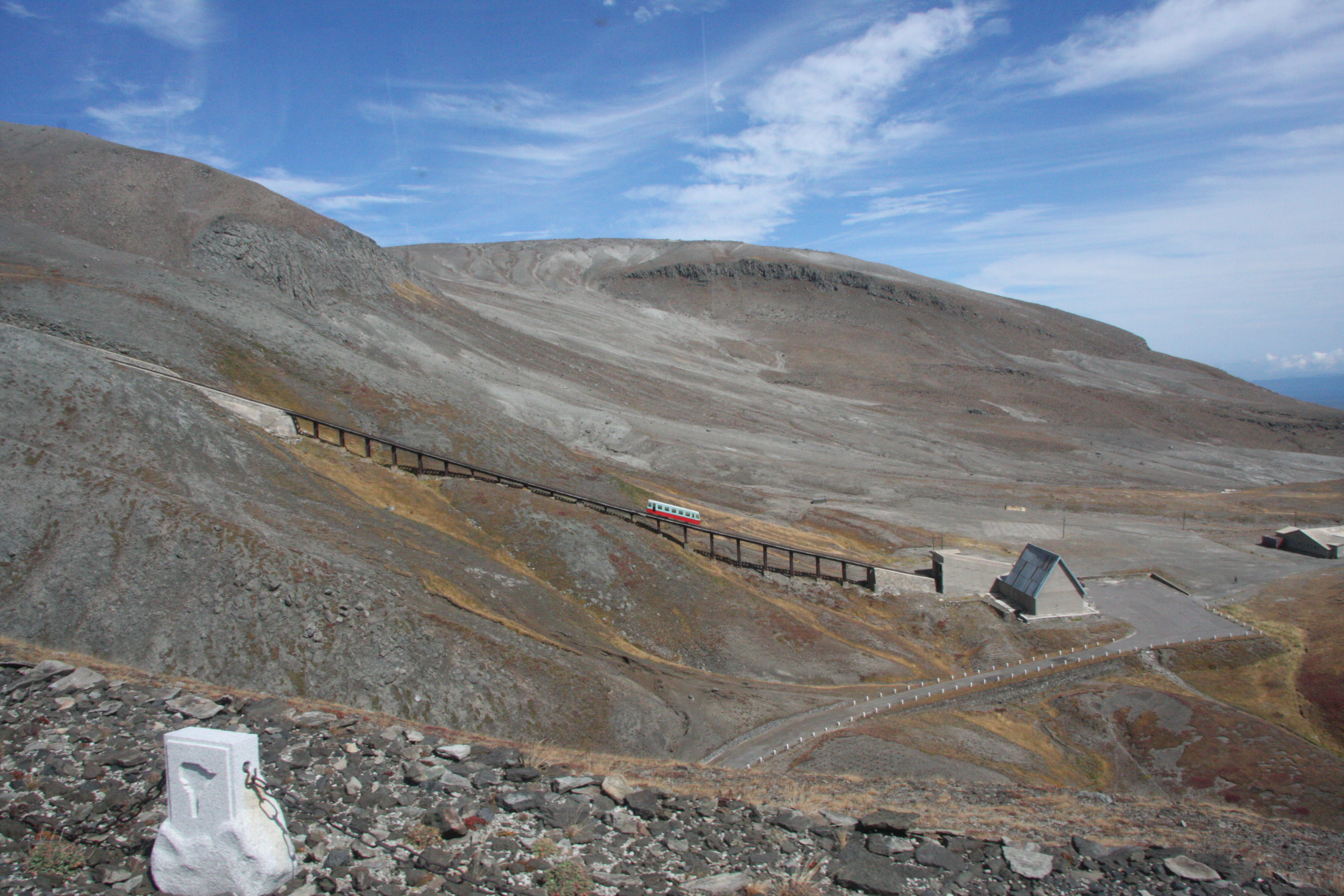
백두역에서 올라가는 향도봉호의 모습 (2008년)
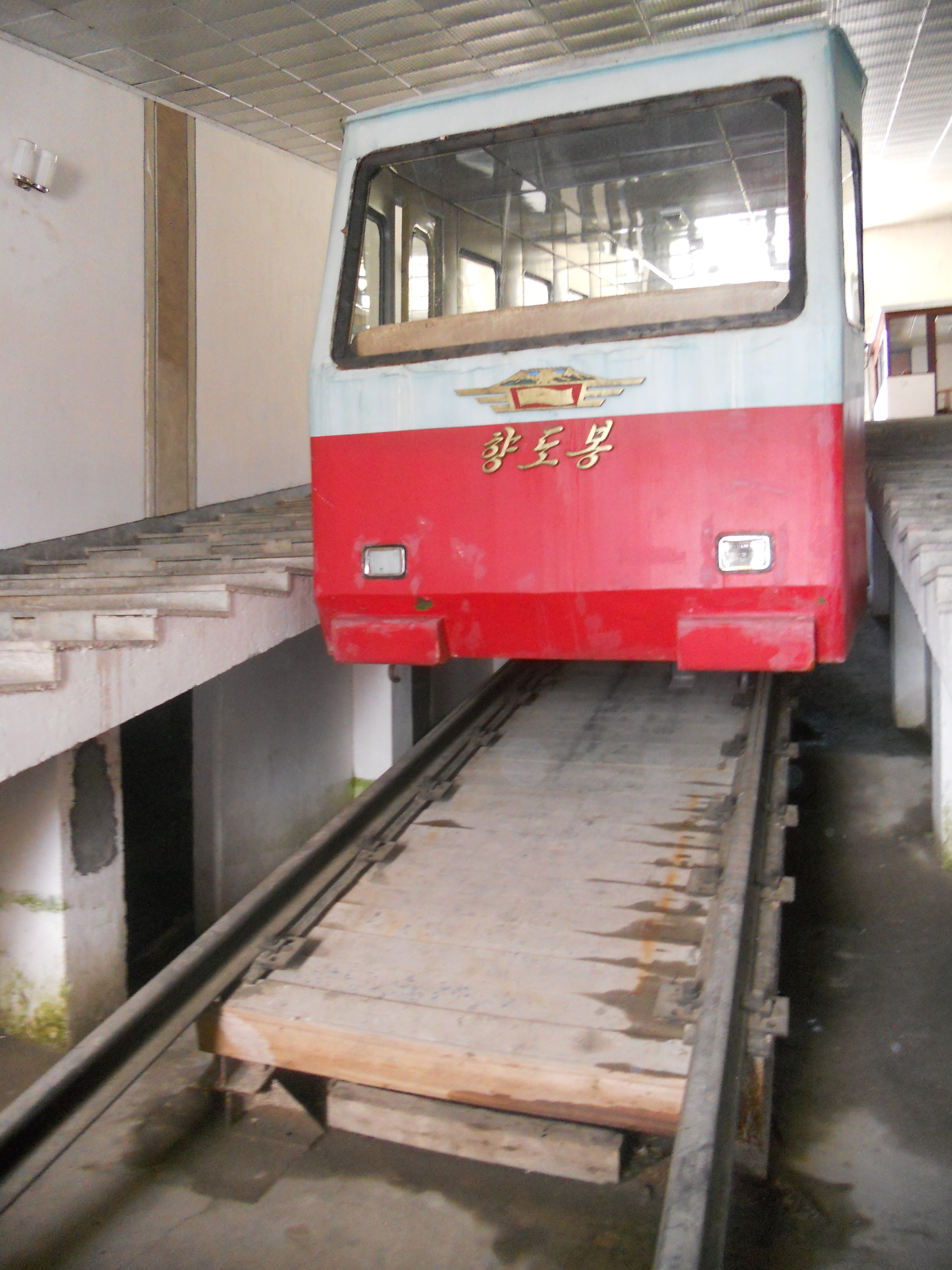
향도봉호 (2010년)
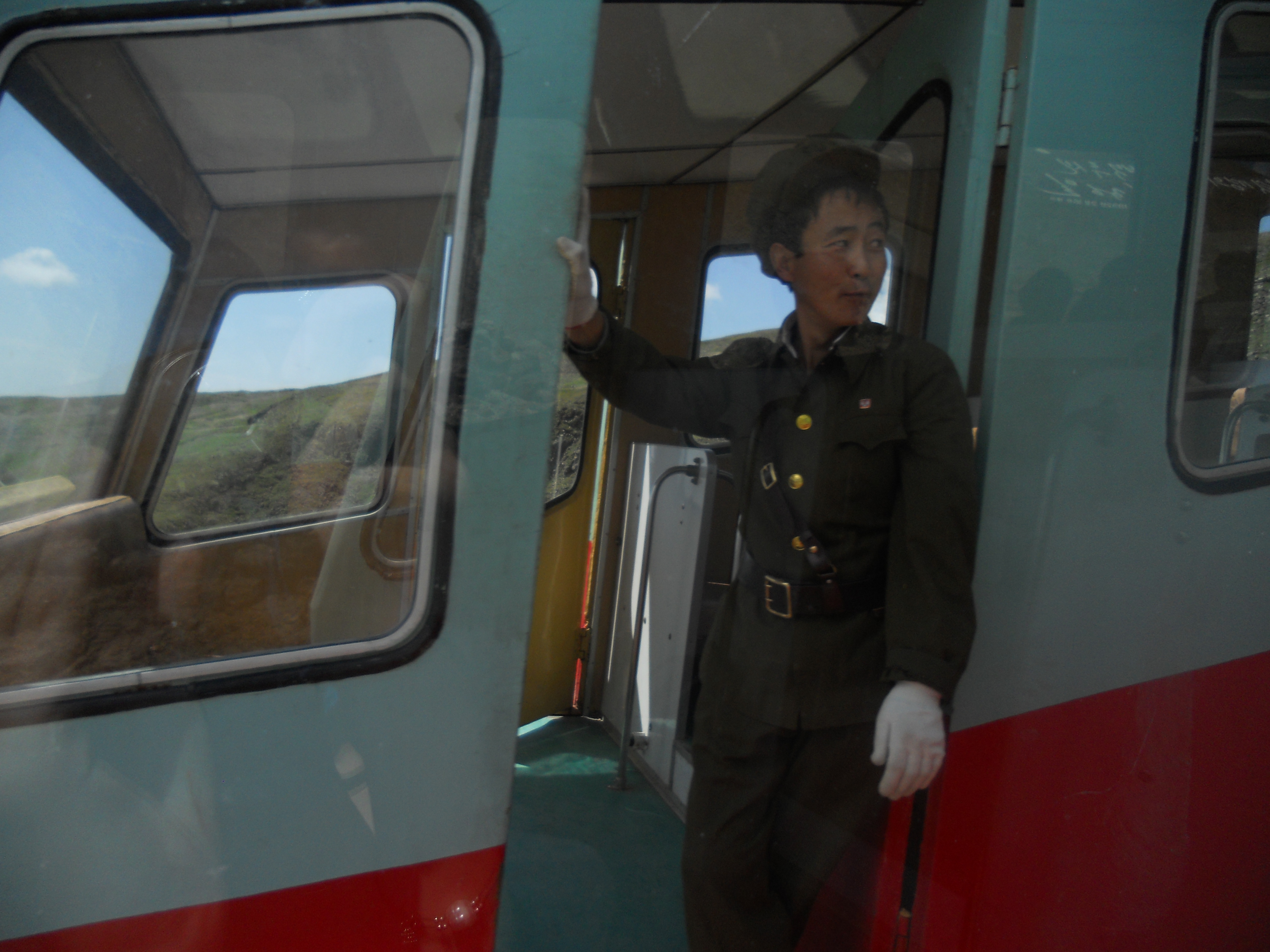
향도봉호 기관사 (2010년)

## 같이 보기
- 천지